# Acacia brachyclada
Acacia brachyclada é uma espécie de leguminosa do gênero Acacia, pertencente à família Fabaceae.